# Karel Klíč
Karel Václav Klíč, en allemand Karl Klietsch, né le 30 mai 1841 à Hostinné dans la région historique de Bohème et mort le 16 novembre 1926  à Vienne, est un peintre, photographe et illustrateur tchécoslovaque. Il est essentiellement connu pour avoir été l'un des inventeurs de la photogravure et de l'héliogravure industrielle.

## Biographie

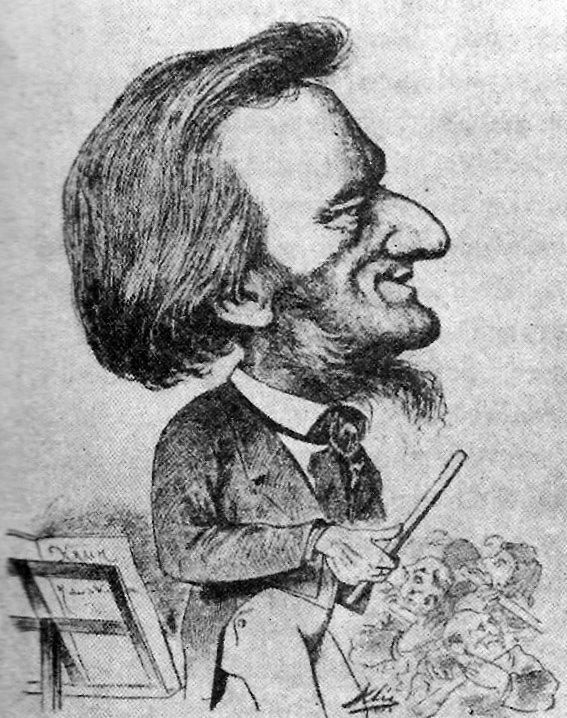
Caricature de Richard Wagner par Karel Klíč dans Humoristische Blätter en 1873.

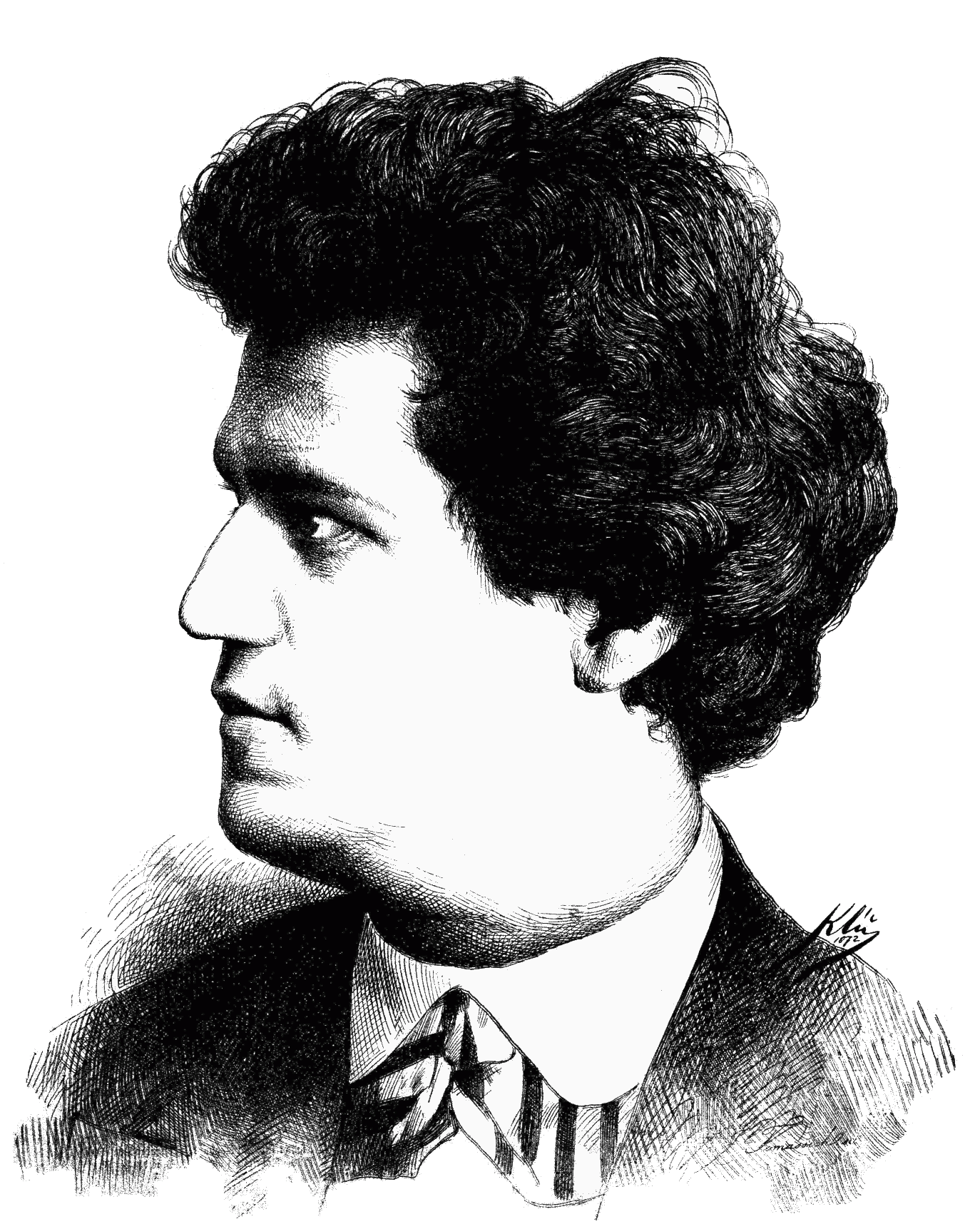
Emerich Robert dessiné par Karel Klíč.

En 1849, le père de Karel Klíč devient directeur d'une usine à papier.
Le talent de Karel Klíč est tel qu'il est admis à l'Académie des beaux-arts de Prague à l'âge de 14 ans. Il en est néanmoins exclu pour s'être moqué d'Alexander von Bach, ministre de l'intérieur de l'empereur d'Autriche François-Joseph Ier, et avoir dénoncé l'oppression subie par les Tchèques ; il y revient momentanément et travaille avec Jakub Husník, inventeur de l'héliotypie,.
Il travaille ensuite comme photographe, caricaturiste et illustrateur à Brno, Budapest et Vienne, essayant à chaque fois d'améliorer les techniques de reproduction et découvrant par hasard, une nuit de 1877, le procédé menant à la photogravure. Il l'améliore dans les années 1890, alors qu'il travaille en Angleterre, notamment sur la rotogravure ou héliogravure tramée.